# Nico Karger
Nico Karger (* 1. Februar 1993 in Kronach) ist ein deutscher Fußballspieler. Seit der Saison 2023/24 ist er beim TSV Landsberg unter Vertrag.

## Laufbahn

### Jugend
Karger spielte zunächst zehn Jahre lang in seinem Geburtsort beim FC Kronach 08, ab 2007 bei der SpVgg Bayreuth. 2009 wechselte er von Franken nach Oberbayern in das Nachwuchsleistungszentrum des TSV 1860 München. Nach einer Spielzeit in der U-17-Bundesliga rückte er zur U19 auf und wurde in der Spielzeit 2010/11 sechsmal in der A-Junioren-Bundesliga eingesetzt. Am 13. Mai 2011 kam er zu seinem ersten Einsatz im Erwachsenenbereich, als er im Regionalliga-Süd-Spiel der zweiten Mannschaft der Sechzger gegen den KSV Hessen Kassel kurz vor Spielende eingewechselt wurde. Am folgenden Spieltag kam er erneut zu einem Kurzeinsatz. In der folgenden Regionalligaspielzeit lief er einmal für die kleinen Löwen auf, er wurde wieder im Heimspiel gegen Kassel eingewechselt. In der A-Junioren-Bundesliga bestritt er 18 Spiele und schoss vier Tore, drei davon beim Heimspiel gegen den FSV Mainz 05.

### Anfänge im Erwachsenenfußball
Im Sommer 2012 rückte Karger fest zur zweiten Mannschaft auf, die nun als U21 in der neuen Regionalliga Bayern antrat. Am 15. August 2012 erzielte er beim Spiel in Aschaffenburg sein erstes Tor im Erwachsenenfußball. In der ersten Spielzeit der Regionalliga Bayern bestritt Karger 26 Spiele und schoss drei Tore, zumeist wurde er dabei ein- oder ausgewechselt. Nachdem er sich Ende Oktober beim Spiel in Nürnberg einen Muskelbündelriss im Oberschenkel zugezogen hatte, konnte er erst im April wieder eingesetzt werden. Am Ende der Saison belegte die U21 des TSV 1860 den ersten Platz und bestritt zwei Spiele gegen die SV Elversberg um den Aufstieg in die dritte Liga. Karger wurde im Rückspiel eingewechselt. Nach der Niederlage im Hinspiel reichte das 1:1 nicht für den Aufstieg, die U21 der Löwen blieb weiter in der Regionalliga. 2013/14 kam er zu 16 Einsätzen und einen Treffer, bestritt dabei aber nur ein Spiel über die volle Länge. Vor allem zu Saisonbeginn hatten mehrere Verletzungen weitere Einsätze verhindert. Im Sommer 2014 infizierte sich Karger mit Borreliose und fiel mehrere Monate aus. Nach der Winterpause gehörte er zur Stammbesetzung, insgesamt kam er in der Spielzeit 2014/15 auf 18 Einsätze und sechs Treffer.
In der Spielzeit 2015/16 wurde Nico Karger bis zur Winterpause in allen Spielen eingesetzt und schoss zehn Tore. Ein Tor, das er am 18. Oktober gegen die SpVgg Unterhaching schoss, wurde von den Zuschauern von BFV.TV und der BR-Abendschau zum „Bayern-Treffer“ des Monats Oktober 2015 gewählt. Nachdem er seit Saisonbeginn in drei Testspielen der ersten Mannschaft zum Einsatz gekommen war, nahm er im November erneut mehrmals am Training der Profimannschaft teil und stand am 4. Dezember erstmals bei einem Zweitligaspiel im Kader. Er wurde beim Spiel gegen den FSV Frankfurt eingewechselt und gab damit sein Debüt im Profifußball.
Zu Beginn der Saison 2020/21 wechselte Karger zur SV Elversberg in die Regionalliga Südwest. In der Saison 2021/22 schaffte er mit Elversberg den Aufstieg in die 3. Liga. Zu Beginn der Saison 2022/23 wechselte er zum FC Deisenhofen in die fünftklassige Bayernliga Süd. Hier konnte er in 28 Ligaeinsätzen 20 Tore erzielen.
Im Sommer 2023 wechselte er zum TSV Landsberg, der ebenfalls in der Bayernliga Süd.

## Erfolge
TSV 1860 München
- Meister der Regionalliga Bayern und Aufstieg in die 3. Liga: 2017/18
- Sieger des Bayerischen Toto-Pokals: 2019/20

SV Elversberg
- Meister der Regionalliga Südwest und Aufstieg in die 3. Liga: 2021/22